# ラクヴェレ
ラクヴェレ（Rakvere）は、エストニア共和国のレーネ＝ヴィル県にある都市で、同県の県都。
13世紀半ばにこの地を占領したデンマーク人が、エストニア人の要塞があった丘（Vallimägi）に最初の石造りの城、ラクヴェレ城（Rakvere Linnus）を築いた。その後、エストニア人の反乱があった1343年にリヴォニア騎士団の手に渡り、北側に修道院型の城、南側に中庭が付属する現在の城に改築された。以後ロシア、スウェーデンなどに占領され、度重なる戦乱の末17世紀初めに廃墟となった。
大相撲の力士である把瑠都は、この地の出身。

## 出身者
- 把瑠都 - 大相撲力士

## 姉妹都市
- ツェーシス、ラトビア
- クオピオ、フィンランド
- ラッペーンランタ、フィンランド
- ラプア、フィンランド
- ヴュテンブルク、ドイツ
- パネヴェジース、リトアニア
- セナキ、グルジア
- シグチューナ、スウェーデン
- ソルノク、ハンガリー
- ヴィーシュホロド、ウクライナ

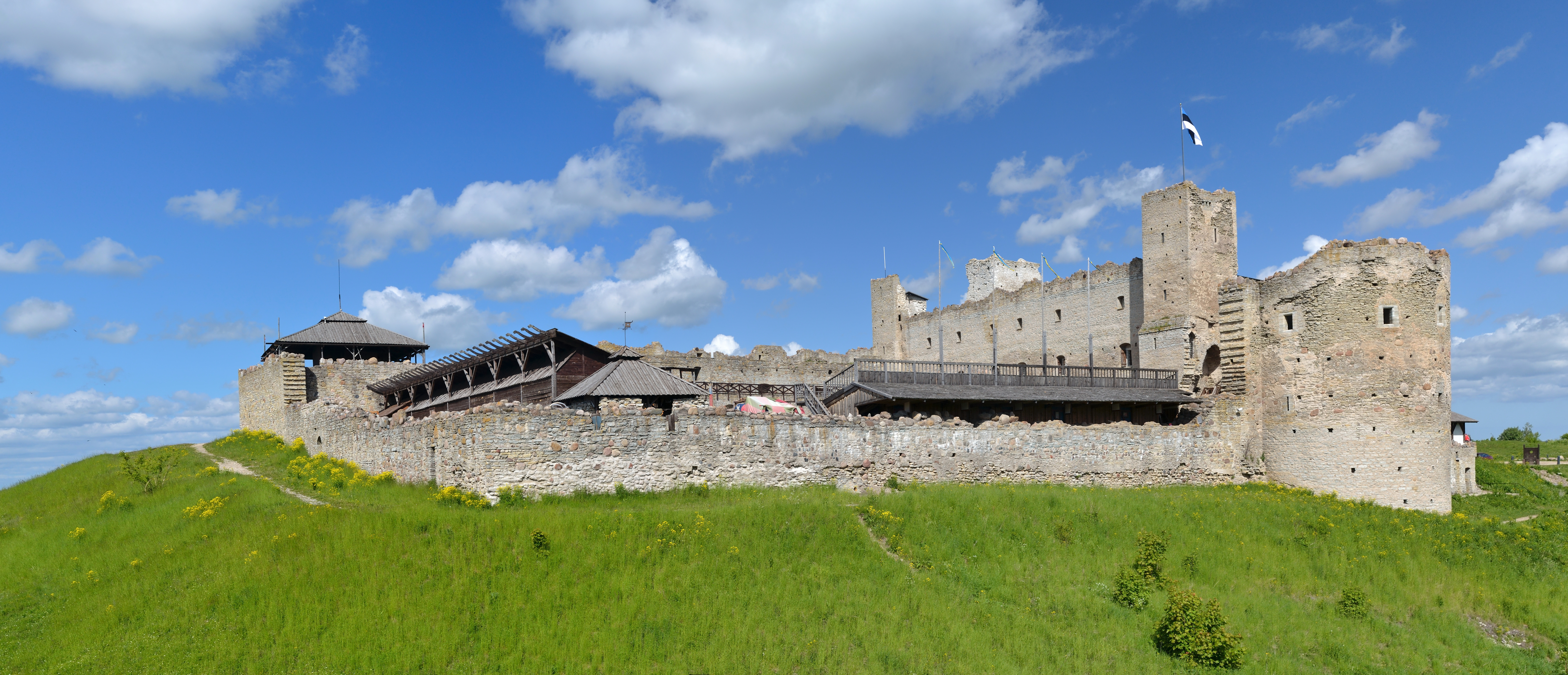
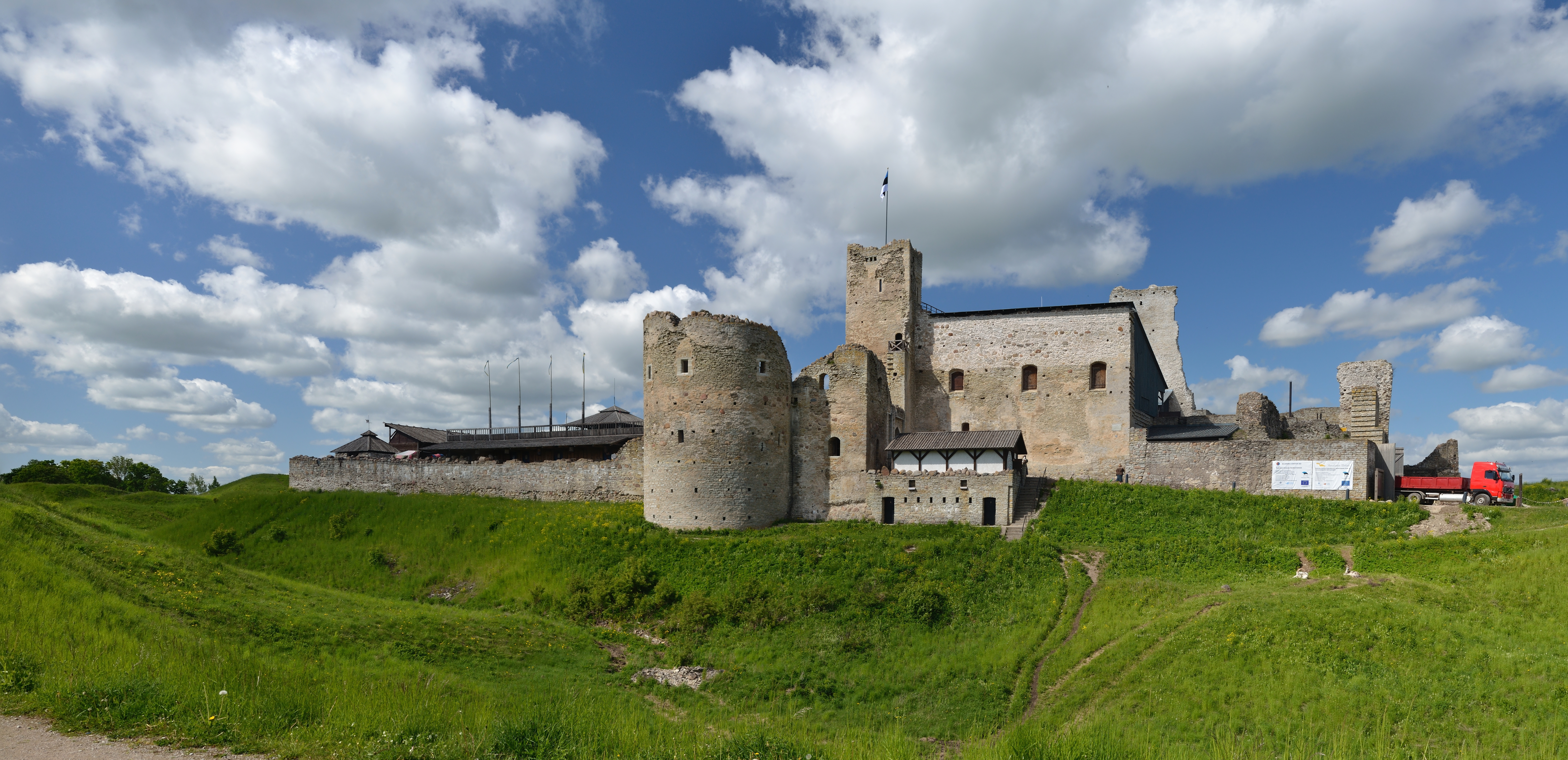
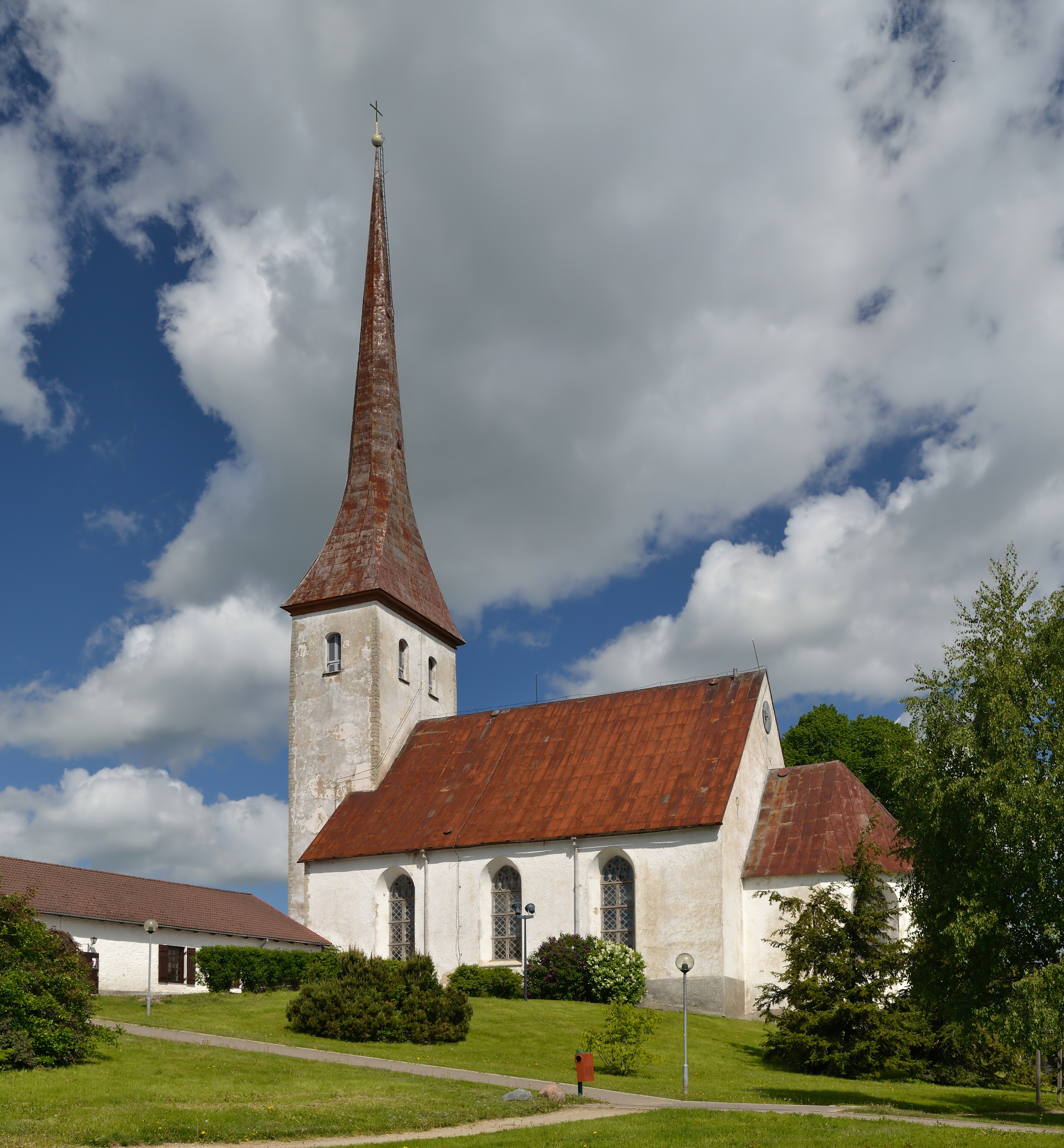
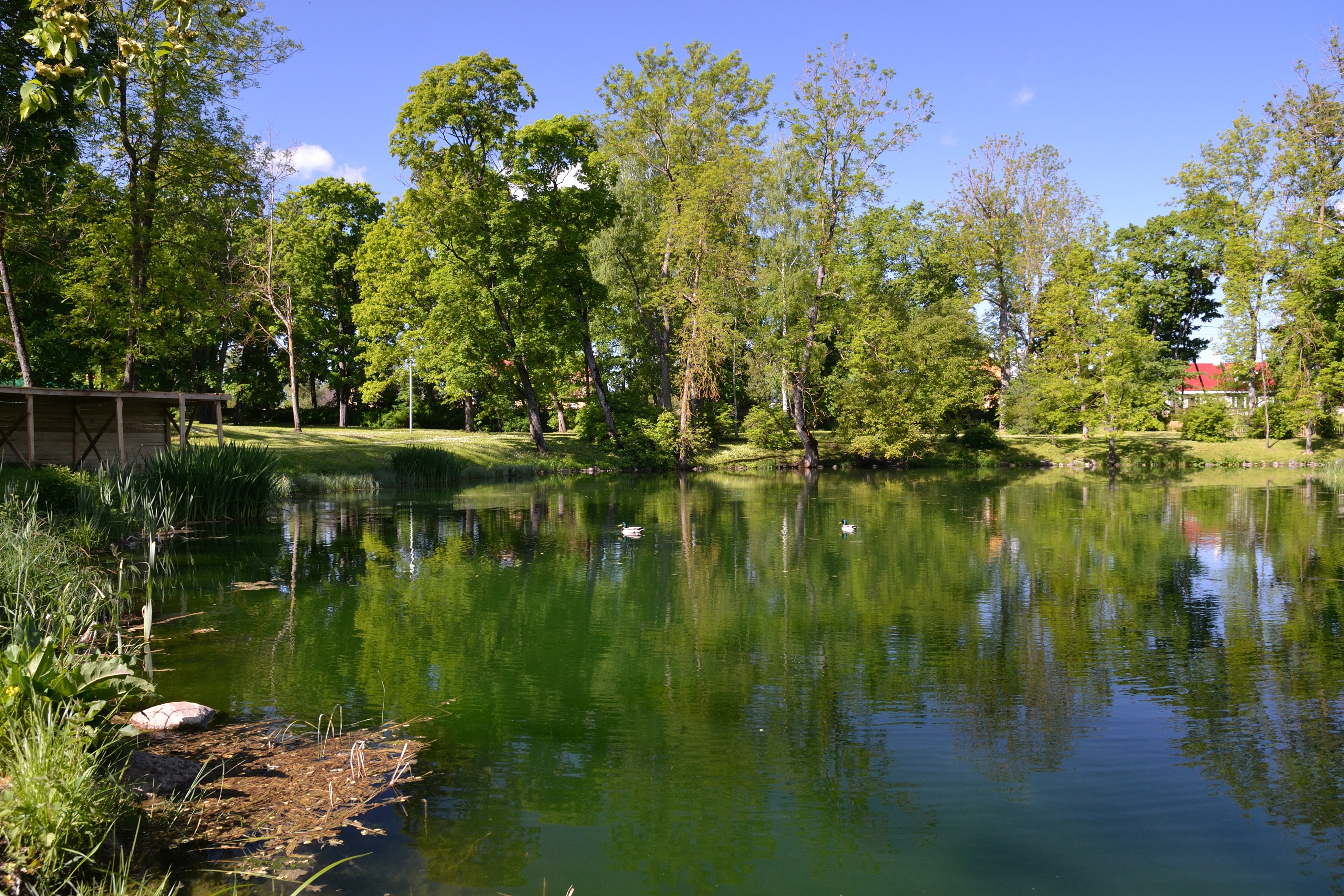
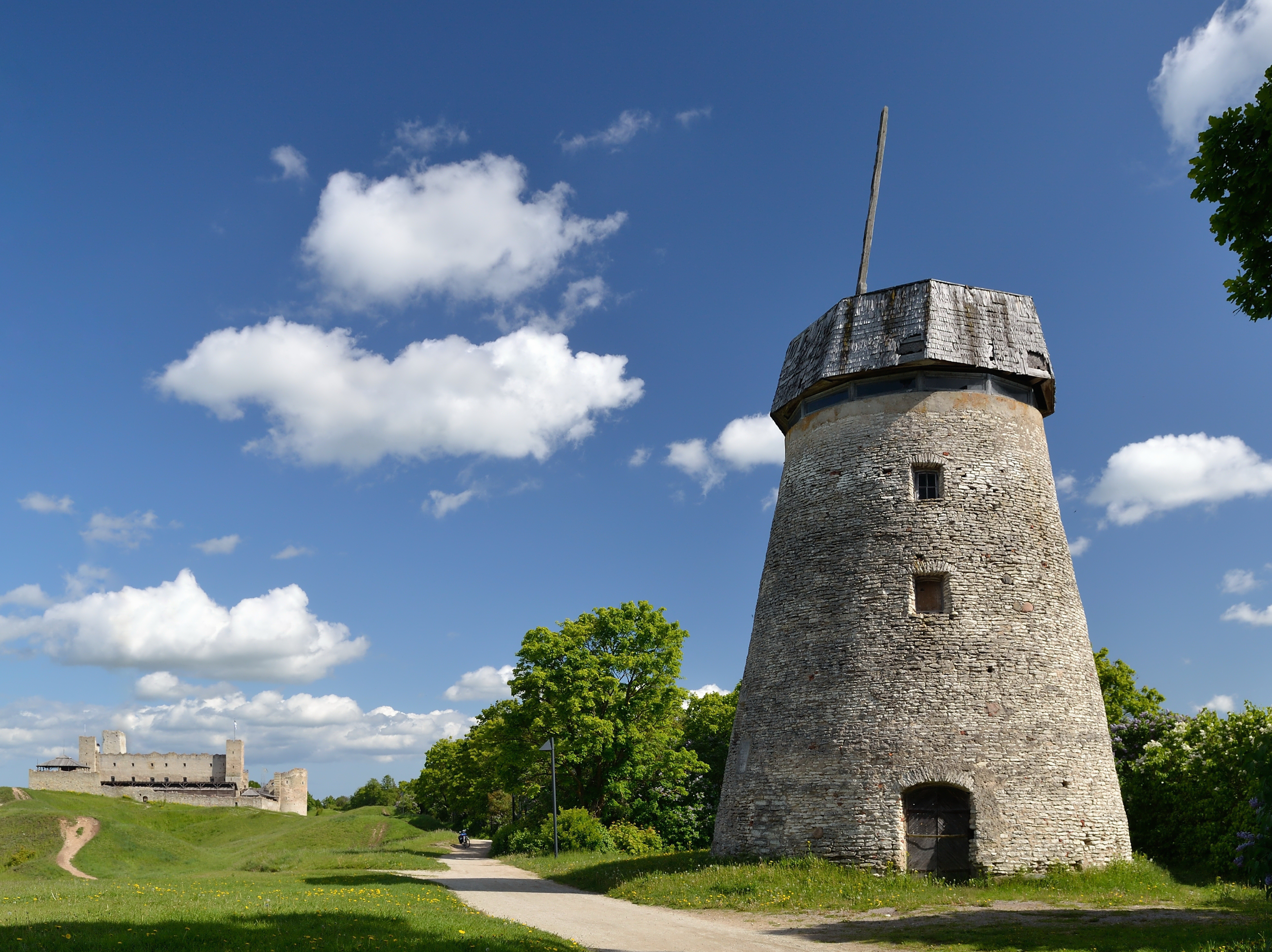
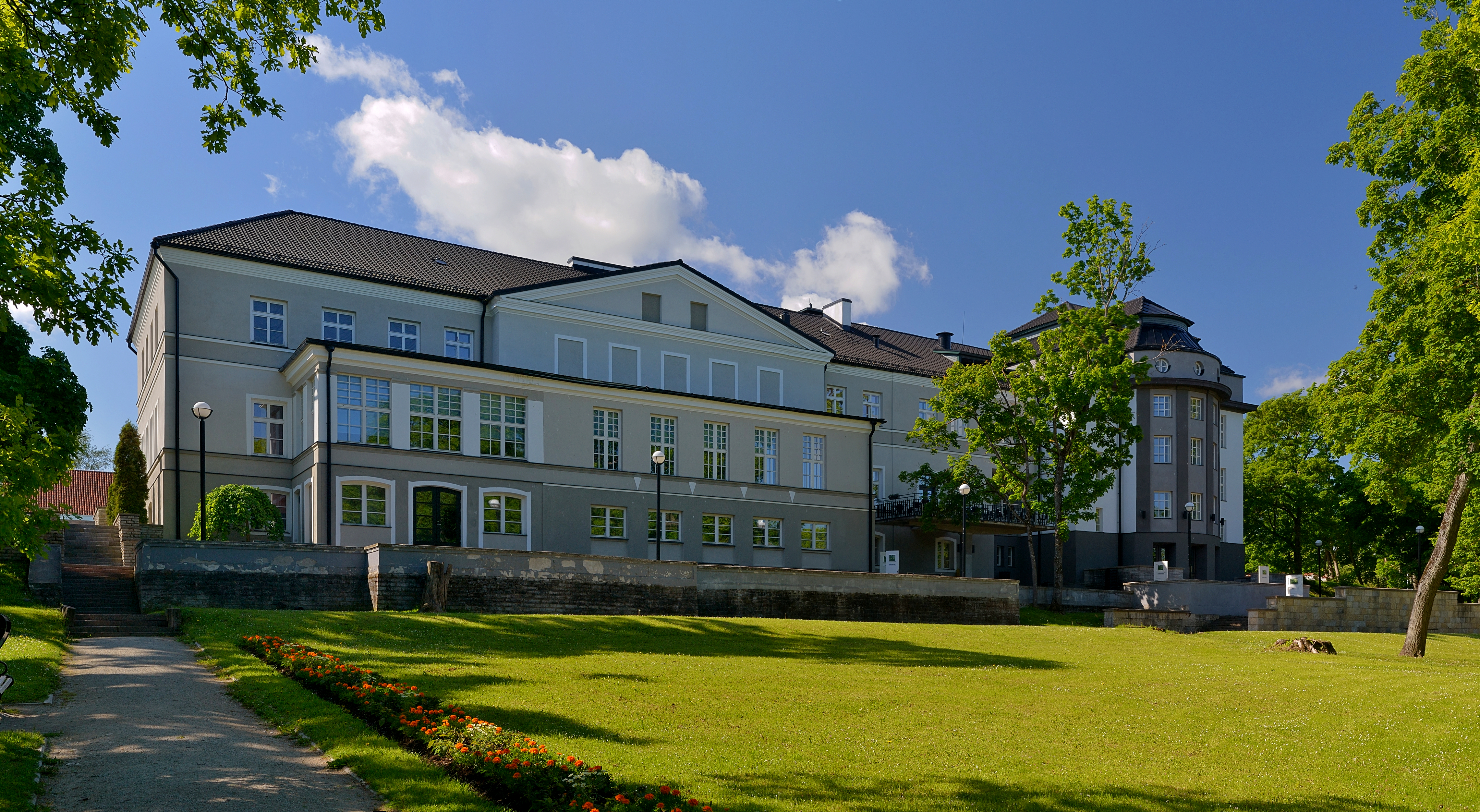